# Mali Volkhovets

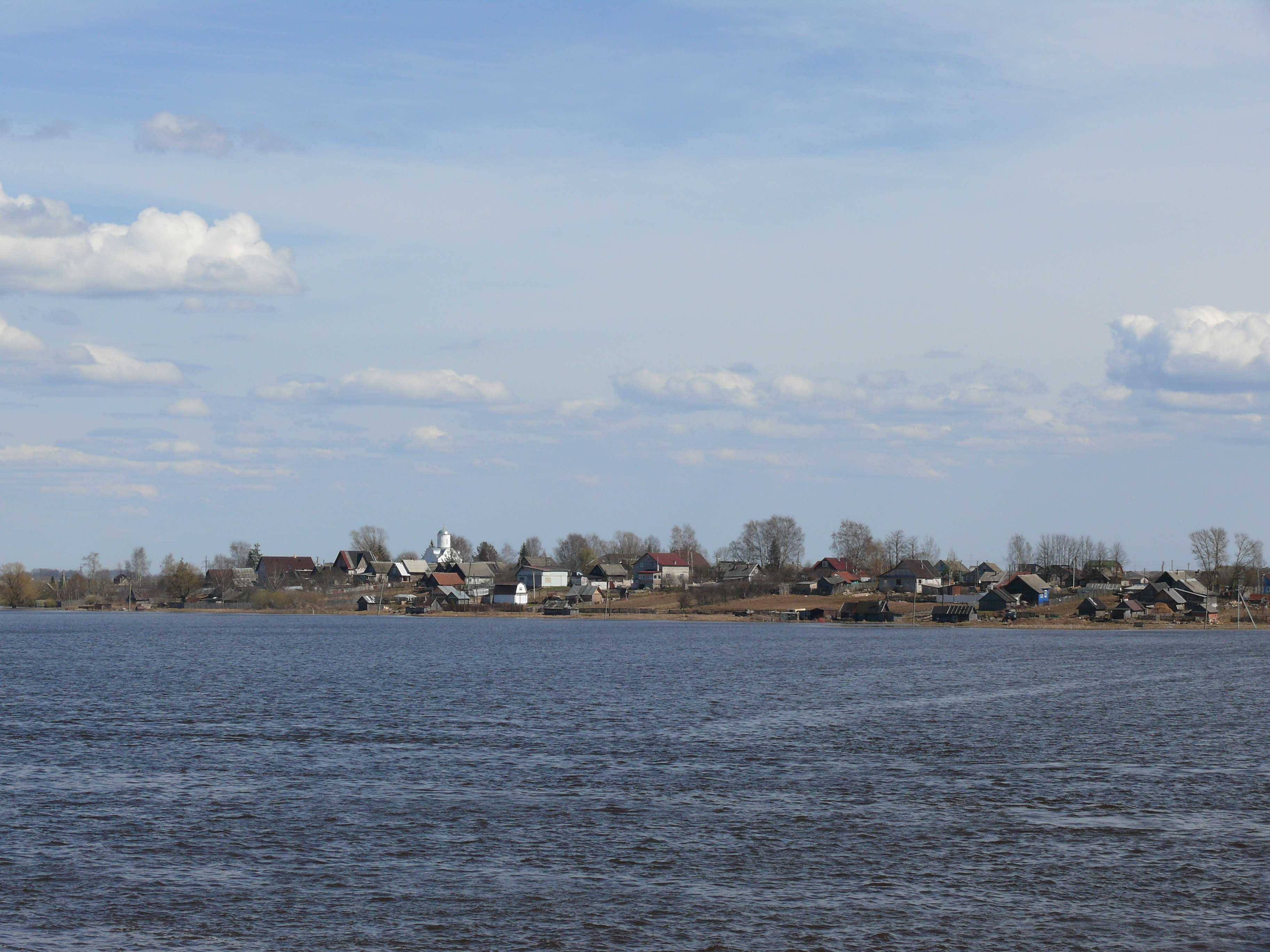
Village de Volotovo, à quelques kilomètres à l'est de Veliki Novgorod, vu de l'autre côté du Mali Volkhovets.

Le Mali Volkhovets (russe : Малый Волховец) est un affluent droit (est) du Volkhov situé dans le raïon de Novgorodsky de l'oblast de Novgorod en Russie. Il se sépare du Volkhov à quelques kilomètres en aval de son écoulement dans le lac Ilmen, contourne la ville de Veliki Novgorod (le tracé formant une île où se situe la partie orientale de la ville), et rejoint de nouveau le Volkhov au nord du monastère de Khoutyne. La rivière est longue de 17 km. La Vichera, l'un des principaux sous-affluents du Volkhov, est un affluent du Mali Volkhovets.
Le village de Volotovo avec l'église de la Dormition-sur-les-Champs de Volotovo est situé sur la rive droite du Mali Volkhovets.